# Розви

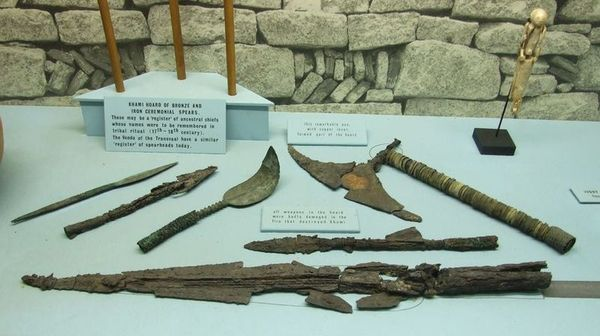
Инструменты, найденные на раскопках руин после падения Большого Зимбабве

Розви, империя Розви — государство в Восточной Африке, на зимбабвийском плато, существовавшее в период 1684—1834 годов. Создано вождями клана Каранга народа шона; верховный вождь носил титул Мвене Мутапа (как в Мономотапе).

## История
Вначале, по-видимому, розви были жрецами, которые в XV веке сосредоточили в своих руках всю власть, включая и военную. К 1480 году империя Розви занимала территорию современных Зимбабве и Мозамбика. Около 1500 года центр и южные провинции отделились во главе с Чангамиром, а порты захватил султанат Килва. Империя Розви контролировала добычу золота в глубине территории и какое-то время успешно отбивала попытки португальцев захватить прииски, но в 1629 году очередной Мвене Мутапа признал сюзеренитет Португалии. Империя Розви прекратила своё существование в середине XIX века, когда в результате проникновения зулусов под руководством Шаки (Чаки) на территорию нынешнего юго-западного Зимбабве переселились племена ндебеле под правлением короля Мзиликази.